# Eilika di Sassonia
Eilika di Sassonia (1080 circa – 16 gennaio 1142) era una figlia di Magnus, duca di Sassonia e membro della dinastia Billung. Grazie al matrimonio con Ottone di Ballenstedt, fu contessa di Ballenstedt.

## Biografia
Eilika era la figlia minore di Magnus di Sassonia e di Sofia, figlia di Béla I d'Ungheria della dinastia degli Arpadi e già vedova di Ulrico I, margravio di Carniola. Poiché Eilika non aveva fratelli, dopo la morte di suo padre nel 1106, Eilika e sua sorella, Wulfhilde di Sassonia, ereditarono le sue proprietà. Eilika ricevette proprietà a Bernburg, Weißenfels, Werben e forse anche a Burgwerden e Kreichau, oltre che nel palatinato di Sassonia. 
Nel 1130 Eilika era in conflitto con i cittadini della città di Halle, probabilmente a causa del suo sostegno all'arcivescovo di Magdeburgo Norberto. Si accesero quindi dei combattimenti, durante i quali Corrado di Eichstadt fu ucciso, e dai quali Eilika riuscì a scappare con difficoltà. Intorno al 1131 Eilika strappò a Ludovico I di Turingia la carica di vogt del monastero di Goseck. Nel 1133 Eilika espulse l'abate Bertoldo dal monastero di Goseck per incompetenza. Nel 1134 presentò all'abbazia il suo successore, l'abate Penther, con un solenne discorso ai monaci. Nel 1138 Eilika fu accusata di tirannia (tirannys) e attaccata al suo castello di Bernburg. 

## Matrimonio e figli
Eilika era promessa sposa a Lotario Udo III, margravio della marca del Nord della stirpe Odoniana. Tuttavia, l'attenzione di questo si spostò alla dinastia Helperich, verso la seducente sorella del conte Helperich, Ermengarda. Sposò quindi questa donna figlia di Teodorico, conte di Plötzkau, e di Matilde di Walbeck, figlia di Corrado, conte di Walbeck. 
Eilika infine sposò il conte Ottone di Ballenstedt prima del 1095, della dinastia degli Ascanidi. Con Ottone, Eilika ebbe due figli: 
- Alberto l'Orso. margravio della marca di Brandeburgo;
- Adelaide di Ballenstedt, che sposò Enrico II, margravio della marca del Nord della stirpe degli Odoniani[7].

## Ascendenza
|                      |       |                         | Genitori              |  |  | Nonni |  |  | Bisnonni                |  |  | Trisnonni              |  |
|                      |       |                         |                       |  |  |       |  |  | Bernardo II di Sassonia |  |  | Bernardo I di Sassonia |  |
|                      |       |                         |                       |  |  |       |  |  | Bernardo II di Sassonia |  |  | Bernardo I di Sassonia |  |
|                      |       | Ildegarda di Stade      |                       |  |  |       |  |  | Bernardo II di Sassonia |  |  |                        |  |
| Ordulfo di Sassonia  |       |                         |                       |  |  |       |  |  | Bernardo II di Sassonia |  |  |                        |  |
|                      |       | Eilika di Schweinfurt   | Enrico di Schweinfurt |  |  |       |  |  |                         |  |  |                        |  |
|                      |       | Eilika di Schweinfurt   | Enrico di Schweinfurt |  |  |       |  |  |                         |  |  |                        |  |
|                      |       | Eilika di Schweinfurt   | Gerberga di Gleiberg  |  |  |       |  |  |                         |  |  |                        |  |
| Magnus di Sassonia   |       | Eilika di Schweinfurt   |                       |  |  |       |  |  |                         |  |  |                        |  |
|                      |       | Olaf II di Norvegia     | Harald Grenske        |  |  |       |  |  |                         |  |  |                        |  |
|                      |       | Olaf II di Norvegia     | Harald Grenske        |  |  |       |  |  |                         |  |  |                        |  |
|                      |       | Olaf II di Norvegia     | Åsta Gudbrandsdatter  |  |  |       |  |  |                         |  |  |                        |  |
| Wulfhild di Norvegia |       | Olaf II di Norvegia     |                       |  |  |       |  |  |                         |  |  |                        |  |
|                      |       | Astrid Olfosdotter      | Olof III di Svezia    |  |  |       |  |  |                         |  |  |                        |  |
|                      |       | Astrid Olfosdotter      | Olof III di Svezia    |  |  |       |  |  |                         |  |  |                        |  |
|                      |       | Astrid Olfosdotter      | Edla di Venedia       |  |  |       |  |  |                         |  |  |                        |  |
| Eilika di Sassonia   |       | Astrid Olfosdotter      |                       |  |  |       |  |  |                         |  |  |                        |  |
|                      | Vazul | Mihály                  |                       |  |  |       |  |  |                         |  |  |                        |  |
|                      | Vazul | Mihály                  |                       |  |  |       |  |  |                         |  |  |                        |  |
|                      | Vazul | …                       |                       |  |  |       |  |  |                         |  |  |                        |  |
| Béla I d'Ungheria    | Vazul |                         |                       |  |  |       |  |  |                         |  |  |                        |  |
|                      |       | …                       | …                     |  |  |       |  |  |                         |  |  |                        |  |
|                      |       | …                       | …                     |  |  |       |  |  |                         |  |  |                        |  |
|                      |       | …                       | …                     |  |  |       |  |  |                         |  |  |                        |  |
| Sofia d'Ungheria     |       | …                       |                       |  |  |       |  |  |                         |  |  |                        |  |
|                      |       | Miecislao II di Polonia | Boleslao I di Polonia |  |  |       |  |  |                         |  |  |                        |  |
|                      |       | Miecislao II di Polonia | Boleslao I di Polonia |  |  |       |  |  |                         |  |  |                        |  |
|                      |       | Miecislao II di Polonia | Emnilda di Lusazia    |  |  |       |  |  |                         |  |  |                        |  |
| Richeza di Polonia   |       | Miecislao II di Polonia |                       |  |  |       |  |  |                         |  |  |                        |  |
|                      |       | Richeza di Lotaringia   | Azzo di Lotaringia    |  |  |       |  |  |                         |  |  |                        |  |
|                      |       | Richeza di Lotaringia   | Azzo di Lotaringia    |  |  |       |  |  |                         |  |  |                        |  |
|                      |       | Richeza di Lotaringia   | Matilde di Germania   |  |  |       |  |  |                         |  |  |                        |  |
|                      |       | Richeza di Lotaringia   |                       |  |  |       |  |  |                         |  |  |                        |  |